# Mancozeb
Mancozeb és un fungicida del grup dels ditiocarbamats. Es caracteritza pel seu ampli camp d'acció, ja que pot fer-se servir per a diversos fongs i la seva bona persistència. Rep diversos noms comercials com, per exemple, els de Dithane o Manzeb. És una coordinació química de l'ió zinc amb etilen bisditiocarbamat de manganès. Es considera mitjanament tòxic. Es va aprovar als Estats Units com a fungicida d'ampli ús l'any 1948. S'obté per reacció del maneb amb clorur de zinc. Es fa servir per al control de malalties fúngiques en hortalisses, cereals, cultius industrials, espàrrecs, fruiters, vinyes i plantes ornamentals. En cas de fer mescles amb altres productes s'ha de tenir en compte que no resulta compatible amb els que continguin calç.